# 佐野信号所

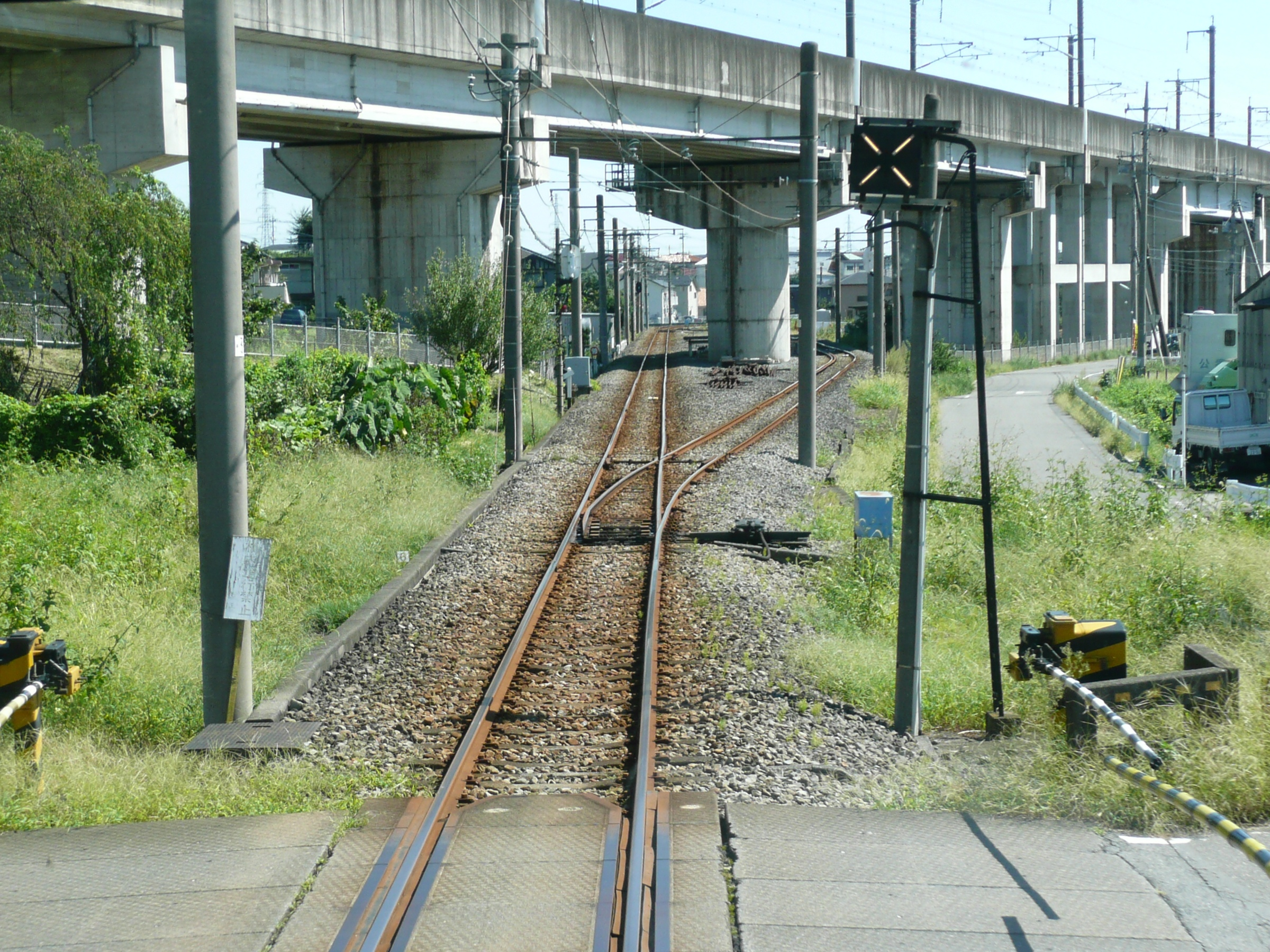
佐野信号所。一線スルー方式のため2線のいずれにも上り出発信号機が設けられている。（高崎方から撮影、2011年9月）

佐野信号所（さのしんごうじょ）は、群馬県高崎市上佐野町にある上信電鉄上信線の信号場である。

## 歴史
- 1973年（昭和48年）12月28日：開設。
- 1980年（昭和55年）- 1981年（昭和56年）：構内を一線スルー化。

## 構造
南高崎駅と佐野のわたし駅の間に所在し、JR上越新幹線の橋脚を挟んで2線を有する信号場。高崎駅 - 山名駅間で唯一交換設備を持ち、日中は当信号所で列車交換が行われることが多い。
構内は片開き分岐器を使用し、直線である主本線側上下双方面に出発信号機を備えた一線スルー構造を採用している。このため上り列車は列車交換を行う場合副本線側に転線を行うが、列車交換を行わない場合はそのまま主本線側を通過する。なお副本線側の出発信号機は上り方面のみに設置されているため下り列車は副本線への入線は出来ない。
空いているスペースが資材の仮置き場となっているほか、運転士が使用する安全確認用の足場があり、しばしば使用される。

## 隣の駅
上信電鉄
■上信線
南高崎駅 - 佐野信号所 - 佐野のわたし駅